# Intercontinental Cup 1999
Intercontinental Cup 1999 là một trận bóng đá diễn ra vào ngày 30 tháng 11 năm 1999 giữa Manchester United (nhà vô địch UEFA Champions League 1998-99) và Palmeiras (nhà vô địch Copa Libertadores 1999). Trận đấu diễn ra ở Sân vận động Olympic Quốc gia, thành phố Tokyo với 53.372 khán giả tham dự.
Manchester United giành chiến thắng với tỷ số 1–0, bàn thắng duy nhất được ghi bởi đội trưởng Roy Keane. Đây là danh hiệu đầu tiên cũng như là duy nhất của United đối với giải Intercontinental Cup, khi đội bóng này thất bại bởi Estudiantes vào năm 1968. Đây là lần đầu tiên Palmeiras đá Intercontinental Cup. Ryan Giggs là cầu thủ xuất sắc nhất trận đấu. Manchester United  trở thành đội bóng đầu tiên và duy nhất của Vương quốc Anh giành chiến thắng tại giải Intercontinental Cup.

## Các đội bóng
| Đội               | Thành tích                            | Tham gia trước |
| ----------------- | ------------------------------------- | -------------- |
| Manchester United | Vô địch UEFA Champions League 1998–99 | 1968           |
| Palmeiras         | Vô địch Copa Libertadores 1999        | Không          |

## Trận đấu

### Đội hình
| Manchester United | 1–0    | Palmeiras |
| ----------------- | ------ | --------- |
| Keane 35'         | Report |           |

| Manchester United | Palmeiras |

| GK                | 1  | Mark Bosnich        |     |     |
| RB                | 2  | Gary Neville        |     |     |
| CB                | 27 | Mikaël Silvestre    | 79' |     |
| CB                | 6  | Jaap Stam           |     |     |
| LB                | 3  | Denis Irwin         |     |     |
| RM                | 7  | David Beckham       |     |     |
| CM                | 16 | Roy Keane (c)       |     |     |
| CM                | 8  | Nicky Butt          |     |     |
| LM                | 11 | Ryan Giggs          |     |     |
| CF                | 20 | Ole Gunnar Solskjær |     | 46' |
| CF                | 18 | Paul Scholes        |     | 75' |
| Dự bị:            |    |                     |     |     |
| GK                | 26 | Massimo Taibi       |     |     |
| DF                | 12 | Phil Neville        |     |     |
| DF                | 28 | Danny Higginbotham  |     |     |
| DF                | 30 | Ronnie Wallwork     |     |     |
| MF                | 25 | Quinton Fortune     |     |     |
| FW                | 10 | Teddy Sheringham    |     | 75' |
| FW                | 19 | Dwight Yorke        |     | 46' |
| Huấn luyện viên:  |    |                     |     |     |
| Sir Alex Ferguson |    |                     |     |     |

| GK                  | 1  | Marcos            |     |     |
| RB                  | 2  | Francisco Arce    |     |     |
| CB                  | 3  | Júnior Baiano     |     |     |
| CB                  | 4  | Roque Júnior      |     |     |
| LB                  | 6  | Júnior            |     |     |
| DM                  | 5  | César Sampaio     |     |     |
| DM                  | 15 | Galeano           |     | 54' |
| AM                  | 10 | Alex              | 28' |     |
| AM                  | 11 | Zinho (c)         |     |     |
| CF                  | 20 | Faustino Asprilla |     | 56' |
| CF                  | 7  | Paulo Nunes       |     | 77' |
| Dự bị:              |    |                   |     |     |
| GK                  | 21 | Sérgio            |     |     |
| DF                  | 18 | Cléber            |     |     |
| DF                  | 13 | Tiago Silva       |     |     |
| MF                  | 8  | Rogério           |     |     |
| FW                  | 9  | Oséas             |     | 56' |
| FW                  | 19 | Euller            |     | 77' |
| FW                  | 17 | Evair             |     | 54' |
| Huấn luyện viên:    |    |                   |     |     |
| Luiz Felipe Scolari |    |                   |     |     |

| Cầu thủ xuất sắc nhất trận: Ryan Giggs (Manchester United) Các trợ lý trọng tài: Jeon Young-Hyun (Hàn Quốc) Yoshikazu Hiroshima (Nhật Bản) Trọng tài thứ tư: Okada Masayoshi (Nhật Bản) |

## Liên kết khác
- 1999 Intercontinental Cup trên FIFA.com